# Povien Peak
Der Povien Peak (englisch; bulgarisch връх Повиен wrach Powien) ist ein 1550 m hoher und vereister Berg im Süden der Trinity-Halbinsel des Grahamlands auf der Antarktischen Halbinsel. Er ragt 9,48 km südwestlich des Mancho Buttress, 7,3 km westnordwestlich des Mount Roberts, 6,67 km nordwestlich des Rajko-Nunataks und 11 km südöstlich der Ebony Wall zwischen den oberen Abschnitten des Marla- und des Diplock-Gletschers in den nordöstlichen Ausläufern des Detroit-Plateaus auf. Der Bezenšek Spur erstreckt sich von diesem Berg in ostsüdöstlicher Richtung.
Die bulgarische Kommission für Antarktische Geographische Namen benannte ihn 2011 nach der Ortschaft Powien im Süden Bulgariens.